# Lavaplaneet

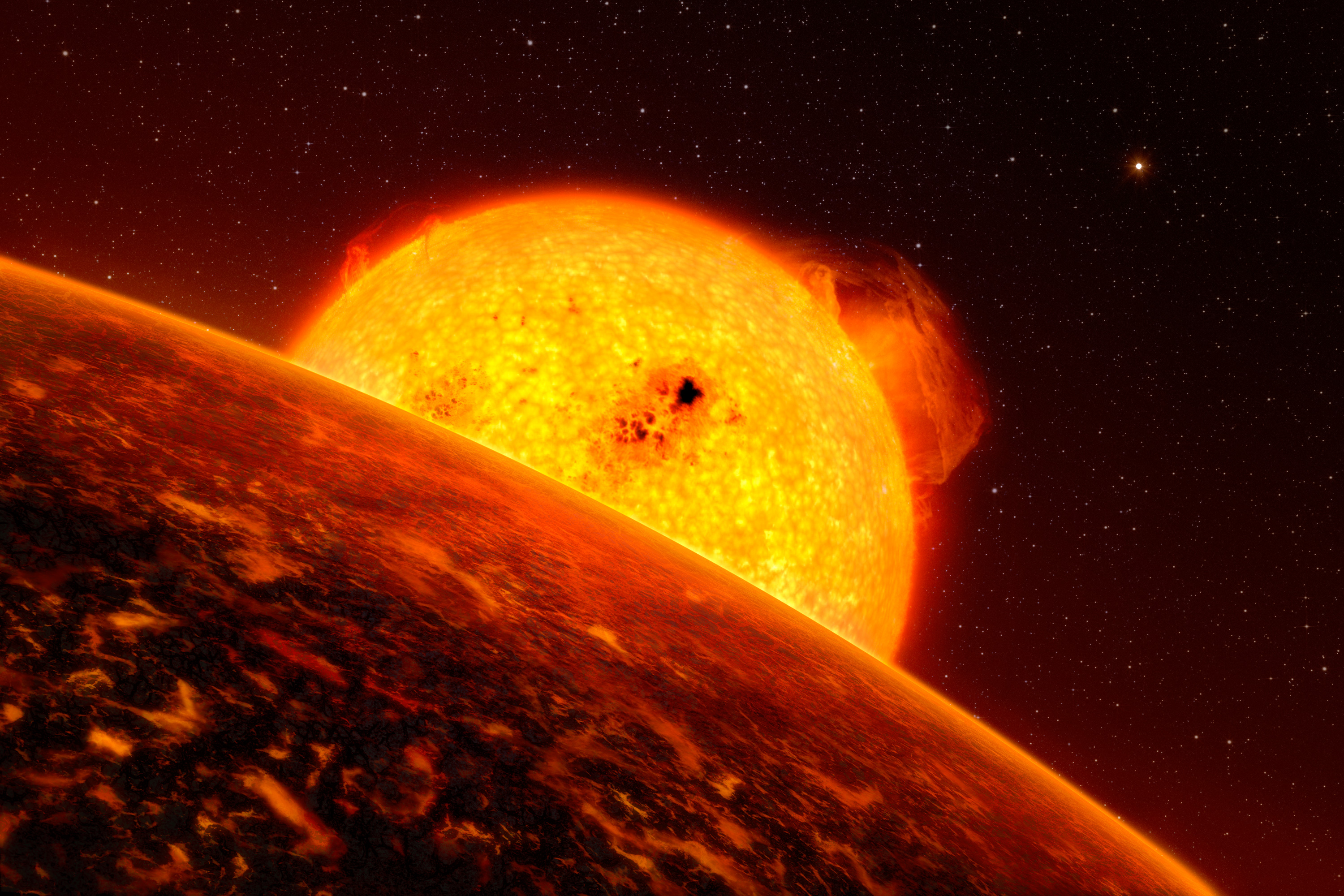
Indruk van de lavaplaneet Corot-7b

Een lavaplaneet is een hypothetische soort aardse planeet, waarbij de oppervlakte grotendeels is bedekt met gesmolten steen, bijvoorbeeld doordat de planeet heel dicht bij zijn ster staat. In feite is het een aardse planeet met een gesmolten korst. De fictieve planeten Mustafar uit Star Wars en Char uit StarCraft zijn voorbeelden van lavaplaneten.

## Voorbeelden
- Alpha Centauri Bb (onbevestigd)
- Kepler 10b